# Max Pacioretty
Maximillian Kolenda "Max" Pacioretty, född 20 november 1988 i New Canaan, Connecticut, är en amerikansk professionell ishockeyspelare som spelar för Washington Capitals i NHL.
Han har tidigare spelat på NHL-nivå för Carolina Hurricanes, Vegas Golden Knights och Montreal Canadiens och på lägre nivåer för Hamilton Bulldogs i AHL, HC Ambrì-Piotta i NLA, University of Michigan i NCAA samt Sioux City Musketeers i USHL.

## Klubblagskarriär

### NHL

#### Montreal Canadiens
Pacioretty valdes som 22:e spelare totalt av Montreal Canadiens i NHL-draften 2007 och var lagkapten för klubben i tre säsonger mellan 2015 och 2018.

#### Vegas Golden Knights
Den 10 september 2018 blev han tradad till Vegas Golden Knights i utbyte mot Tomáš Tatar, Nick Suzuki och ett draftval i andra rundan 2019.

## Statistik

### Klubbkarriär
| 2006–07    | Sioux City Musketeers     | USHL       | 60  | 21  | 42  | 63  | 119 | 7  | 4  | 6 | 10 | 10 |
| 2007–08    | University of Michigan    | CCHA       | 36  | 15  | 23  | 38  | 59  | —  | —  | — | —  | —  |
| 2008–09    | Montreal Canadiens        | NHL        | 34  | 3   | 8   | 11  | 27  | —  | —  | — | —  | —  |
|            | Hamilton Bulldogs         | AHL        | 37  | 6   | 23  | 29  | 43  | —  | —  | — | —  | —  |
| 2009–10    | Montreal Canadiens        | NHL        | 52  | 3   | 11  | 14  | 20  | —  | —  | — | —  | —  |
|            | Hamilton Bulldogs         | AHL        | 18  | 2   | 9   | 11  | 10  | 5  | 1  | 0 | 1  | 2  |
| 2010–11    | Montreal Canadiens        | NHL        | 37  | 14  | 10  | 24  | 39  | —  | —  | — | —  | —  |
|            | Hamilton Bulldogs         | AHL        | 27  | 17  | 15  | 32  | 20  | —  | —  | — | —  | —  |
| 2011–12    | Montreal Canadiens        | NHL        | 79  | 33  | 32  | 65  | 56  | —  | —  | — | —  | —  |
| 2012–13    | Montreal Canadiens        | NHL        | 44  | 15  | 24  | 39  | 28  | 4  | 0  | 0 | 0  | 4  |
|            | HC Ambrì-Piotta (lockout) | NLA        | 5   | 1   | 0   | 1   | 4   | —  | —  | — | —  | —  |
| 2013–14    | Montreal Canadiens        | NHL        | 73  | 39  | 21  | 60  | 35  | 17 | 5  | 6 | 11 | 8  |
| 2014–15    | Montreal Canadiens        | NHL        | 80  | 37  | 30  | 67  | 32  | 11 | 5  | 2 | 7  | 16 |
| 2015–16    | Montreal Canadiens        | NHL        | 82  | 30  | 34  | 64  | 34  | —  | —  | — | —  | —  |
| 2016–17    | Montreal Canadiens        | NHL        | 81  | 35  | 32  | 67  | 38  | 6  | 0  | 1 | 1  | 7  |
| 2017–18    | Montreal Canadiens        | NHL        | 64  | 17  | 20  | 37  | 30  | —  | —  | — | —  | —  |
| 2018–19    | Vegas Golden Knights      | NHL        | —   | —   | —   | —   | —   | —  | —  | — | —  | —  |
| NHL totalt | NHL totalt                | NHL totalt | 626 | 226 | 222 | 448 | 339 | 38 | 10 | 9 | 19 | 35 |
| AHL totalt | AHL totalt                | AHL totalt | 82  | 25  | 47  | 72  | 73  | 5  | 1  | 0 | 1  | 2  |
| NLA totalt | NLA totalt                | NLA totalt | 5   | 1   | 0   | 1   | 4   | —  | —  | — | —  | —  |